# Chicago Blaze
Le Chicago Blaze sono state una franchigia di pallacanestro della NWBL, con sede a Chicago, nell'Illinois, attive tra il 2002 e il 2005.
Persero la finale del 2002 per 68-59 con le Houston Stealth. Si sciolsero dopo il campionato 2005.

## Stagioni
| Stagione | Lega | Denominazione | V  | P  | %    | Piazzamento | Play-off   |
| -------- | ---- | ------------- | -- | -- | ---- | ----------- | ---------- |
| 2002     | NWBL | Chicago Blaze | 16 | 4  | 70,0 | 1º          | Finale     |
| 2003     | NWBL | Chicago Blaze | 10 | 12 | 45,5 | 3º          | Semifinale |
| 2004     | NWBL | Chicago Blaze | 9  | 12 | 42,9 | 4º          | Semifinale |
| 2005     | NWBL | Chicago Blaze | 13 | 11 | 54,2 | 4º          | Semifinale |